# Poznański Przegląd Książki Naukowej

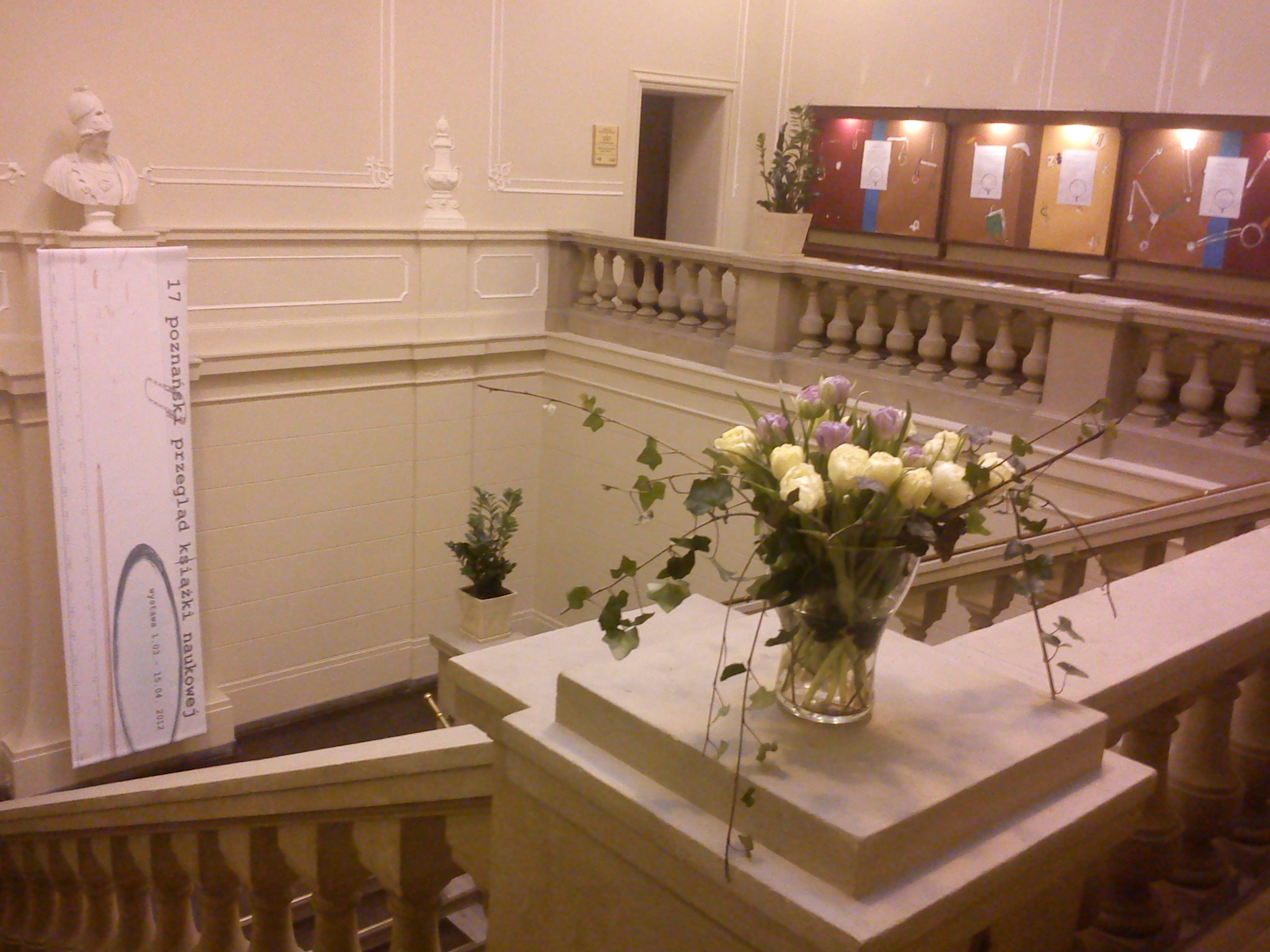
Przegląd w 2012

Poznański Przegląd Książki Naukowej - organizowana corocznie, od 1996, impreza wydawnicza, mająca na celu prezentację wyboru książek naukowych wydanych w Poznaniu w poprzednim roku kalendarzowym.

## Charakterystyka
Organizatorem Przeglądu jest Biblioteka Uniwersytecka w Poznaniu i to w jej pomieszczeniach prezentowane są wydawnictwa naukowe w ramach imprezy. Honorowego patronatu udziela Przewodniczący Kolegium Rektorskiego Szkół Wyższych Miasta Poznania. 
Eksponowany jest wybór najciekawszych lub najbardziej odkrywczych książek, także tych które zdobyły różnego rodzaju nagrody. Preselekcji dokonują sami wydawcy. Przegląd nie ma charakteru konkursowego, ale jest próbą pokazania wysokiej rangi Poznania, jako ośrodka wydawniczego, badawczego, naukowego i akademickiego. Wystawcami są zarówno wydawnictwa naukowe, jak i instytuty badawcze oraz inni wydawcy z terenu miasta i aglomeracji. Imprezie towarzyszą wykłady specjalistyczne. W 2012 w przeglądzie udział wzięło 25 wydawców, prezentując 350 tytułów.